# Говард (округ, Айова)
Шаблон:StateAbbr_ 43°21′27″ пн. ш. 92°18′56″ зх. д. / 43.3575° пн. ш. 92.315555555556° зх. д.
Округ  Говард (англ. Howard County) — округ (графство) у штаті  Айова, США. Ідентифікатор округу 19089.

## Історія
Округ утворений 1851 року.

## Демографія
За даними перепису 
2000 року 
загальне населення округу становило 9932 осіб, зокрема міського населення було 3720, а сільського — 6212.
Серед мешканців округу чоловіків було 4891, а жінок — 5041. В окрузі було 3974 домогосподарства, 2650 родин, які мешкали в 4327 будинках.
Середній розмір родини становив 3,03.
Віковий розподіл населення поданий у таблиці:
| Стать    | До 15 років | 15-21 | 22-29 | 30-39 | 40-49 | 50-65 | 65-85 | Понад 85 |
| -------- | ----------- | ----- | ----- | ----- | ----- | ----- | ----- | -------- |
| Чоловіки | 1071        | 457   | 369   | 683   | 757   | 718   | 747   | 89       |
| Жінки    | 1038        | 450   | 348   | 621   | 684   | 737   | 932   | 231      |

## Суміжні округи
- Філлмор, Міннесота — північ
- Віннешік — схід
- Чикасо — південь
- Мітчелл — захід
- Флойд — південний захід
- Мовер, Міннесота — північний захід

## Виноски
1. ↑  U.S. Decennial Census. United States Census Bureau. Архів оригіналу за 26 квітня 2015. Процитовано 17 липня 2014.
2. ↑  Historical Census Browser. University of Virginia Library. Архів оригіналу за 11 серпня 2012. Процитовано 17 липня 2014.
3. ↑  Population of Counties by Decennial Census: 1900 to 1990. United States Census Bureau. Архів оригіналу за 22 квітня 2014. Процитовано 17 липня 2014.
4. ↑  Census 2000 PHC-T-4. Ranking Tables for Counties: 1990 and 2000 (PDF). United States Census Bureau. Архів оригіналу (PDF) за 18 грудня 2014. Процитовано 17 липня 2014.
5. ↑  State & County QuickFacts. United States Census Bureau. Архів оригіналу за 7 червня 2011. Процитовано 17 липня 2014.(англ.) Наведено за англійською вікіпедією.
6. ↑  American FactFinder. Бюро перепису населення США. Архів оригіналу за 21 травня 2008. Процитовано 31 січня 2008.

| США | Це незавершена стаття з географії США. Ви можете допомогти проєкту, виправивши або дописавши її. |